# 39 Pułk Fizylierów (Cesarstwo Niemieckie)
39 Dolnoreński Pułk Fizylierów (niem. Niederrheinisches Füsilier-Regiment Nr. 39)  – pułk piechoty niemieckiej okresu Cesarstwa Niemieckiego.
Pułk został sformowany 26 stycznia 1818. Stacjonował w Düsseldorfie . Wchodził w skład VII Korpusu Armijnego . Wiosną 1914 był w strukturze 14 Dywizji Piechoty.
W wyniku mobilizacji, w sierpniu 1914 pułk osiągnął gotowość bojową i w składzie 28 Rezerwowej Brygady Piechoty 14 Dywizji Rezerwowej został wysłany na front zachodni.

## Bibliografia

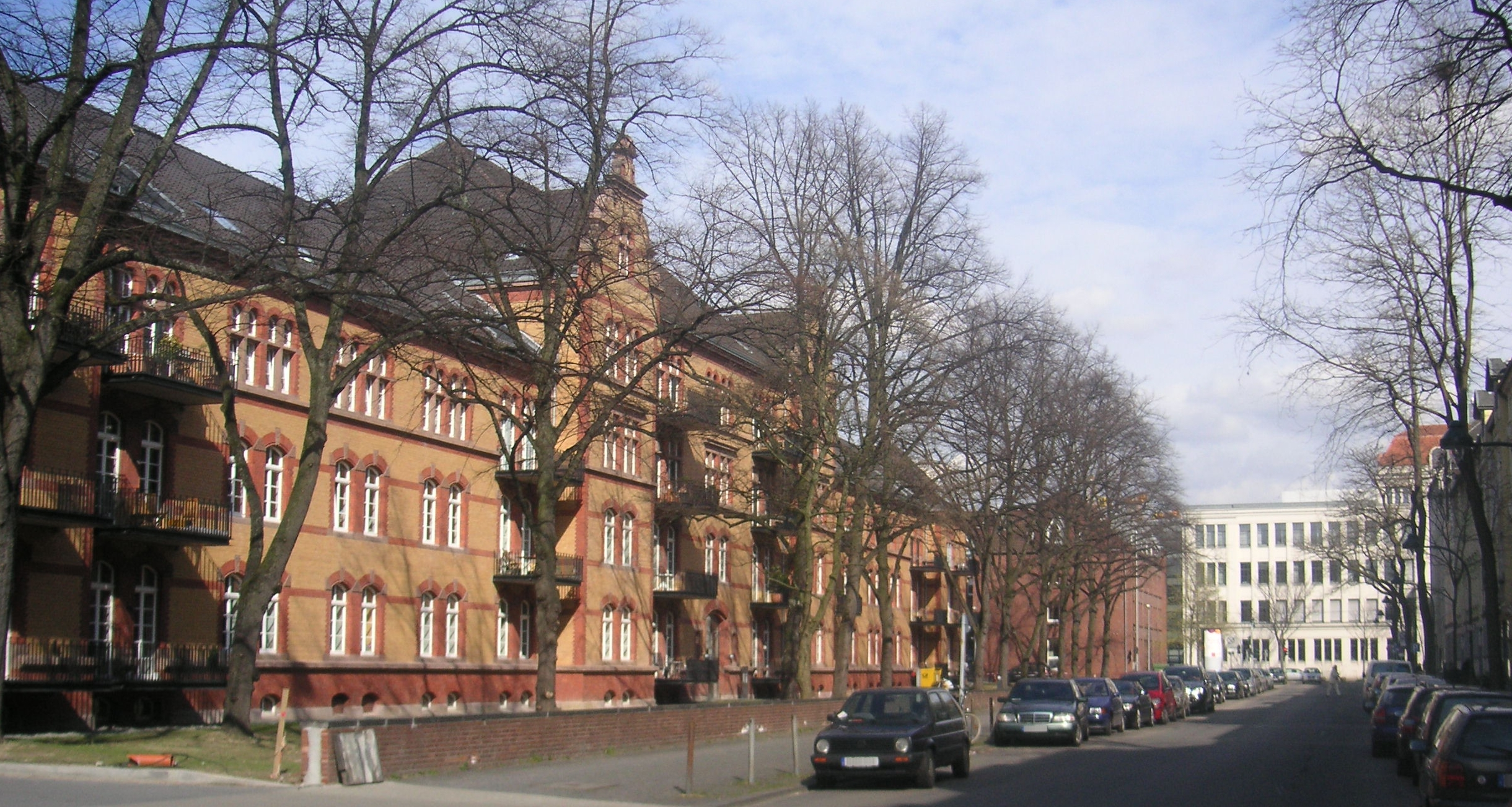
Koszary regimentu